# De Heerser (windmolen)
De Heerser is een maalvaardige windkorenmolen in de Belgische gemeente Retie. Sinds 6 december 1976 zijn de molen en zijn omgeving beschermd monument.

## Geschiedenis
De standerdmolen werd in 1794 door Godfried Claessen gebouwd in Arendonk als deel van zijn strijd tegen het alleenmolenrecht van de abdij van Postel. Hij gebruikte hierbij eigen middelen, en de molen verrees op de Middelvelden te Arendonk, vlak bij de Hovestraat. In deze tijd stond de molen vooral bekend als Frieës molen of Friedesmolen. De molen werd in 1934 overgebracht naar zijn huidige plaats aan de Kronkelstraat, drie kilometer van de dorpskern tussen Retie en Schoonbroek. Omdat dit de laatst bijgekomen molen was, in een rij van zes, werd hij bekend als de Nieuwe Molen, en in 1982 werd de naam veranderd in de Heerser.
De molen werd stilgelegd tussen 1962 en 1981, maar na restauratie weer in maalvaardige staat gebracht De laatste beroepsmolenaar, Jef Jacobs, was diegene die de molen liet verhuizen vanuit Arendonk naar Retie. Hij liet hem nog tot in de jaren 1990 draaien. Na zijn dood kwam het monument in het bezit van de gemeente.

### Restauraties en onderhoud
De eerste restauratie vond plaats in 1957, en de volgende in 1981-'82. Toen werd het monument door de molenbouwers Adriaens uit Weert gerestaureerd en weer in maalvaardige staat gebracht na bijna 20 jaar stilstand. Er kwam een nieuwe standaard, steenbalk, windpulm, zetel, kruisplaten, schoren en nieuwe gelaste roeden.
In 2004-'05 werd de molen opnieuw maalvaardig gerestaureerd, door Adriaens uit Weert. De staart en de trap werden vervangen, de kast opnieuw bekleed en de zetel nagekeken.

## Technische gegevens
Typisch voor de Heerser is het brede gevlucht en de vorm van de kap. Deze doet hem nauw verwant aan het Hollandse molentype.
De molen heeft
- gelaste stalen roeden van 25m met houten hekscheden en stormplank, de roeden zijn gemaakt door Claessen uit Arendonk (nr. 1 en 2 - 1982)
- twee koppels kunststenen met pandscherpsel. Hun diameter is 1,4m, en de overbrenging 1:4,5
- Vlaamse vang (blokvang). Het luiwiel wordt aangedreven door het vangwiel, een gaffelwiel in de voormolen.

## Afbeeldingen

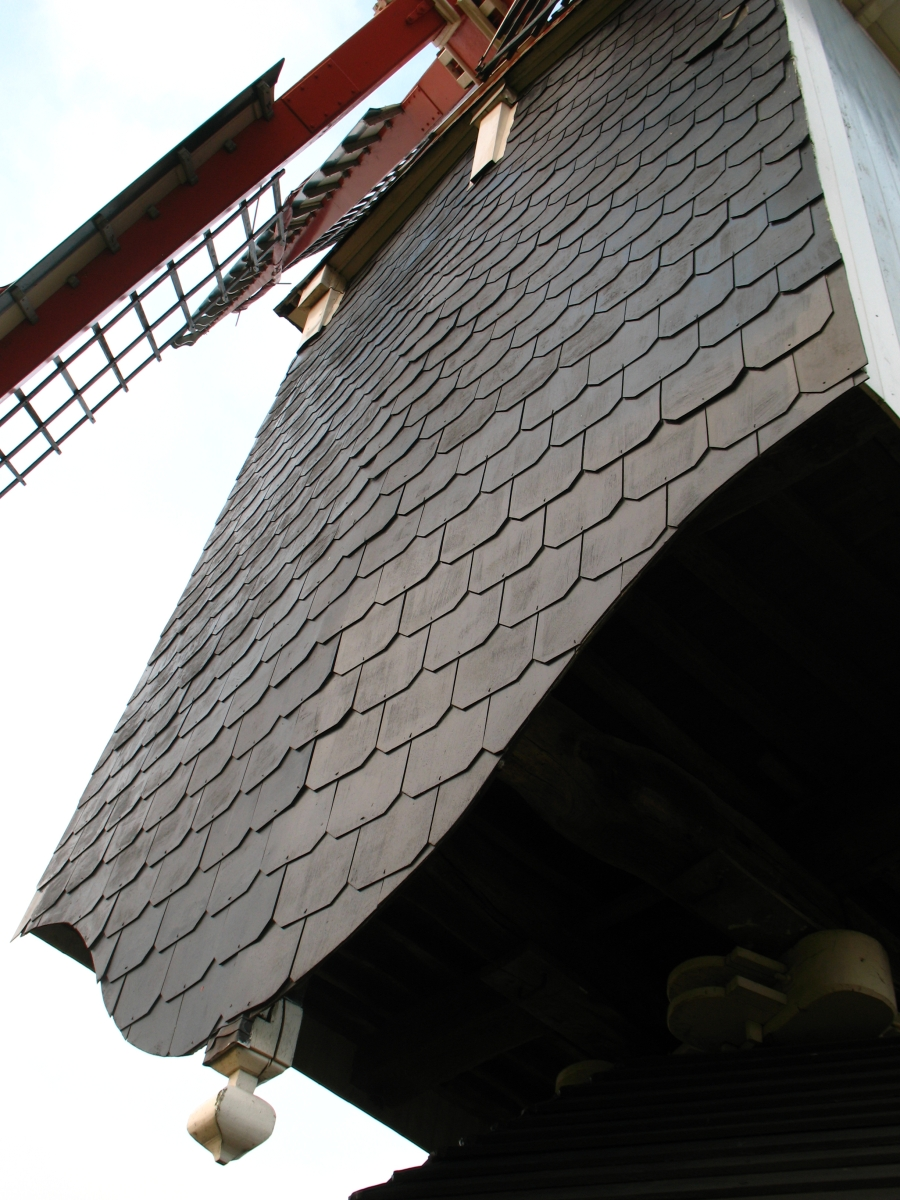
De voorkant van de kast
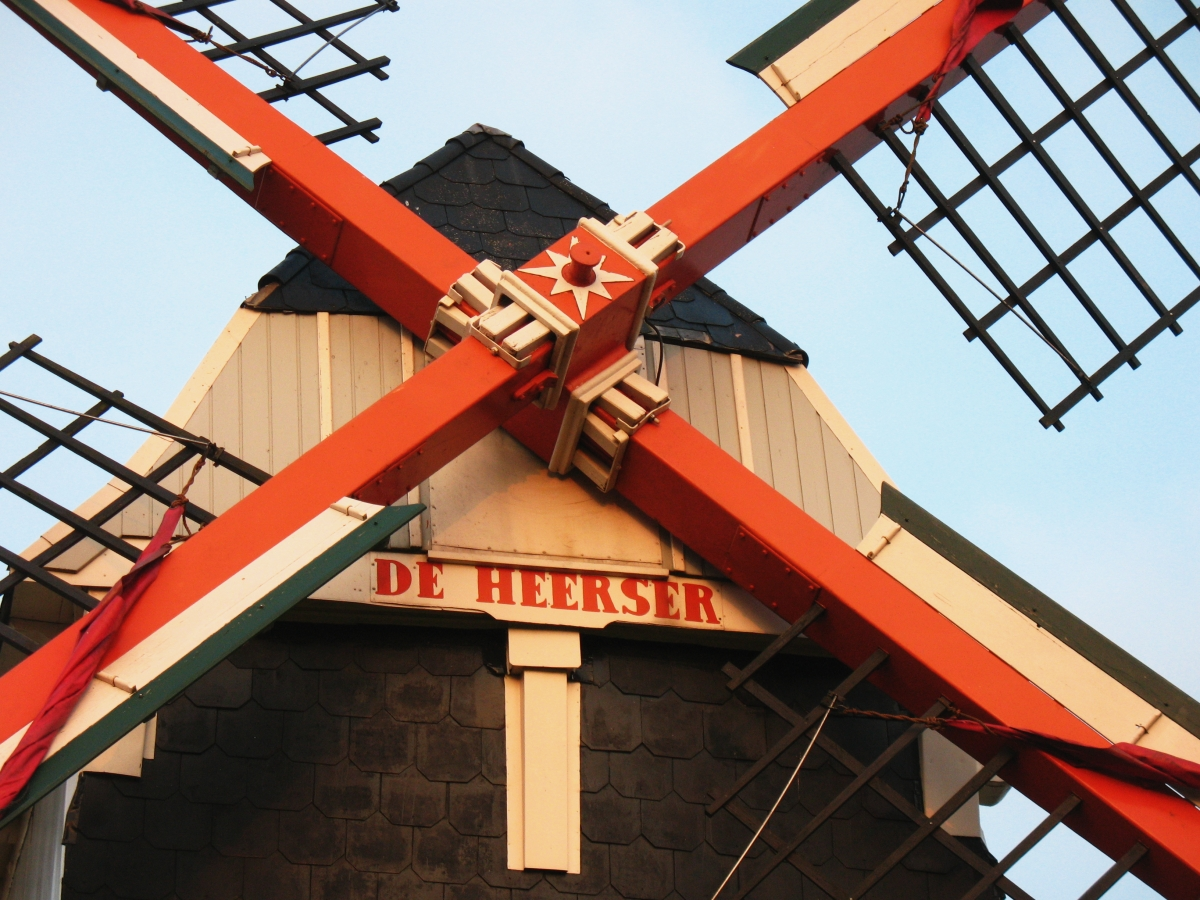
De baard